# Håkons Hall
De Håkons Hall is een indoorhal in Lillehammer, Noorwegen, die werd gebouwd voor de Olympische Winterspelen van 1994. Er werd ijshockey gespeeld. De hal was ook het toneel van de openingsceremonie van de Paralympische Winterspelen van 1994. Daarnaast werd in 1999 het wereldkampioenschap ijshockey en het wereldkampioenschap handbal in deze hal gespeeld. De laatste grote evenementen die er georganiseerd werden, waren het Junior Eurovisiesongfestival in 2004, het Europees kampioenschap handbal voor mannen in 2008 en het Europees kampioenschap handbal voor vrouwen in 2010.